# Inger Liljefors
Inger Louise Liljefors, född 22 november 1937 i Engelbrekts församling, Stockholm, är en svensk skådespelare och regissör. Hon var gift med Hans Nestius.

## Biografi
Liljefors är dotter till professor Ingemar Liljefors och talpedagog Margita, född Walin. Hon var verksam vid Malmö stadsteater 1964–1969 och senare vid Fria Proteatern.

## Filmografi
- Ryttare i blått (1959)
- Raggare! (1959)
- Så många kamrater (1960)
- Nils Holgerssons underbara resa (1962)
- Hans Brinker or The Silver Skates (1962)
- Kärlek 1–1000 (1967)
- Lyckliga skitar (1970)
- Tjejerna gör uppror (TV-serie, 1977)
- Bevisbördan (1978)
- Mikael 18 år (1982)
- Taurus (TV-serie, 2002)

## Teater

### Roller (ej komplett)
| År   | Roll                      | Produktion                                                     | Regi             | Teater            |
| ---- | ------------------------- | -------------------------------------------------------------- | ---------------- | ----------------- |
| 1960 | Medverkande i teatertrupp | Hamlet William Shakespeare                                     | Alf Sjöberg      | Dramaten          |
| 1960 | Geten                     | Gisslan (The hostage) Brendan Behan                            | Per-Axel Branner | Dramaten          |
| 1960 |                           | Stolarna (Les Chaises) Eugène Ionesco                          | Alf Sjöberg      | Dramaten          |
| 1962 | Sandra                    | Kattorna Walentin Chorell                                      | Mimi Pollak      | Dramaten          |
| 1962 | Medverkande i danserna    | Resan (Le voyage) Georges Schehadé                             | Alf Sjöberg      | Dramaten          |
| 1962 | Marie-Paule               | Ungdom i fjällen (Altitude 3.200) Julien Luchaire              | Rolf Carlsten    | Dramaten          |
| 1964 |                           | Bernardas hus (La casa de Bernarda Alba) Federico García Lorca | Eva Sköld        | Malmö stadsteater |
| 1965 |                           | Djävulens följe (The Devils) John Whiting                      | Lennart Olsson   | Malmö stadsteater |

## Radioteater

### Roller
| År   | Roll          | Produktion                              | Regi           |
| ---- | ------------- | --------------------------------------- | -------------- |
| 1965 | Kajsa Hillman | Den försvunne disponenten Folke Mellvig | Lennart Olsson |
| 1967 | Kajsa Hillman | Efter fem år Folke Mellvig              | Lennart Olsson |